# ایمسبوتل
ایمسبوتل (به آلمانی: Bezirk Eimsbüttel) یک منطقهٔ مسکونی در آلمان است که در هامبورگ واقع شده‌است. ایمسبوتل ۲۴۶٬۰۸۷ نفر جمعیت دارد.